# 여천여객
여천여객(麗川旅客)은 전라남도 여수시의 시내버스 운수업체이며, 본사는 전라남도 여수시 묘도10길 1-1 (묘도동)에 있다.

## 보유차종
전 차량이 현대 카운티로 운행한다.

## 같이 보기
- 광우시내
- 동양교통
- 여수여객
- 오동운수